# Jiří Matoušek
Jiří (Jirka) Matoušek (Praga, 10 de marzo de 1963 – 9 de marzo de 2015) fue un matemático checo especializado en geometría computacional y topología algebraica. Fue profesor en la Universidad Carolina y autor de muchos libros e investigaciones monográficas.

## Biografía
En 1986, se graduó en la Universidad Carolina bajo la tutela de Miroslav Katětov. Desde 1986 hasta su muerte trabajó en el Departamento de Matemáticas Aplicadas de esta misma Universidad, obteniendo el cargo de profesor en 2000. Fue también visitante y posteriormente profesor en la ETH Zúrich.
En 1996, ganó el Premio de la Sociedad Matemática Europea y en 2000 ganó el Premio de Ciencias de la Sociedad Culta de la República Checa. En 1998 fue ponente invitado en el Congreso Internacional de Matemáticos en Berlín. Se convirtió en miembro de la Sociedad de Sabios de la República Checa en 2005.
El trabajo de Matoušek sobre los aspectos computacionales de la topología algebraica ganó el premio al Mejor Paper del Symposium on Discrete Algorithms de 2012.
Aparte de sus trabajos en el campo académico, tradujo al checo y popularizó el libro Mathematics: A Very Short Introduction de Timothy Gowers.

## Libros
- Invitation to Discrete Mathematics (with Jaroslav Nešetřil). Oxford University Press, 1998. isbn:978-0-19-850207-4 .
- Geometric Discrepancy: An Illustrated Guide. Springer-Verlag, Algorithms and Combinatorics 18, 1999, isbn:978-3-540-65528-2 .[8]
- Lectures on Discrete Geometry. Springer-Verlag, Graduate Texts in Mathematics, 2002, isbn:978-0-387-95373-1.[9][10]
- Using the Borsuk-Ulam Theorem: Lectures on Topological Methods in Combinatorics and Geometry. Springer-Verlag, 2003. isbn:978-3-540-00362-5.
- Topics in Discrete Mathematics: Dedicated to Jarik Nešetřil on the Occasion of His 60th Birthday (with Martin Klazar, Jan Kratochvíl, Martin Loebl, Robin Thomas, and Pavel Valtr). Springer-Verlag, Algorithms and Combinatorics 26, 2006. isbn:978-3-540-33698-3.
- Understanding and Using Linear Programming (with B. Gärtner). Springer-Verlag, Universitext, 2007, isbn:978-3-540-30697-9.
- Thirty-three miniatures — Mathematical and algorithmic applications of linear algebra. AMS, 2010, isbn:978-0-8218-4977-4.
- Approximation Algorithms and Semidefinite Programming (with B. Gärtner). Springer Berlin Heidelberg, 2012, isbn:978-3-642-22014-2 .
- Mathematics++: Selected Topics Beyond the Basic Courses (with Ida Kantor and Robert Šámal). American Mathematical Society, 2015, isbn:978-1-4704-2261-5 .